# Molibdopterin sintaza sumportransferaza
Molibdopterin sintaza sumportransferaza (EC 2.8.1.11, adenililtransferaza i sumportransferaza MOCS3, Cnx5 (gen), molibdopterin sintaza sumporilaza) je enzim sa sistematskim imenom persumporna L-cistein desumporaza:(molibdopterin-sintaza sumpor-nosilac protein)-Gly-Gly sumportransferaza. Ovaj enzim katalizuje sledeću hemijsku reakciju
[molibdopterin-sintaza sumpor-nosilac protein]-Gly-Gly-AMP + [cistein desumporaza]-S-sulfanil-L-cistein {\displaystyle \rightleftharpoons } AMP + [molibdopterin-sintaza sumpor-nosilac protein]- + cistein desumporaza
Ovaj enzim prenosi sumpor i formira tiokarboksilatnu grupu na C-terminalnom glicinu male podjedinice enzima EC 2.8.1.12, molibdopterinske sintaze.

## Literatura
- Nicholas C. Price; Lewis Stevens (1999). Fundamentals of Enzymology: The Cell and Molecular Biology of Catalytic Proteins (Third изд.). USA: Oxford University Press. ISBN 019850229X.
- Eric J. Toone (2006). Advances in Enzymology and Related Areas of Molecular Biology, Protein Evolution (Volume 75 изд.). Wiley-Interscience. ISBN 0471205036.
- Branden C; Tooze J. Introduction to Protein Structure. New York, NY: Garland Publishing. ISBN 0-8153-2305-0.
- Irwin H. Segel. Enzyme Kinetics: Behavior and Analysis of Rapid Equilibrium and Steady-State Enzyme Systems (Book 44 изд.). Wiley Classics Library. ISBN 0471303097.
- William P. Jencks (1987). Catalysis in Chemistry and Enzymology. Dover Publications. ISBN 0486654605.

## Spoljašnje veze
- Molybdopterin+synthase+sulfurtransferase на 